# Farfalle
Farfalle (z wł., także farfalline lub farfalloni) – rodzaj makaronu w kształcie kokardek.

## Charakterystyka
W tradycyjnej kuchni włoskiej ten rodzaj makaronu znany jest od bardzo dawna. Ciasto na makaron należy cienko rozwałkować (na grubość ok. 2 mm), pokroić nożem na pasy o szerokości ok. 2–2,5 cm, a następnie radełkiem podzielić pasy na prostokąty o długości ok. 4,5–5 cm.
Kiedy nieco podeschną, nadać każdemu z prostokątów kształt kokardki: złożyć wzdłuż w kształt VVV i zacisnąć boki, tak aby faliste, wycięte radełkiem krótkie krawędzie prostokąta tworzyły ozdobne wykończenie ("wachlarze") kokardki.
Dzięki masowej produkcji, farfalle jest obecnie jednym z dziesięciu najpopularniejszych rodzajów włoskich makaronów na świecie. Doskonale komponuje się z wszelkiego rodzaju sosami i lekkimi sałatkami, a przy tym niezwykle efektownie prezentuje się na stole.

## Przykłady potraw z farfalle

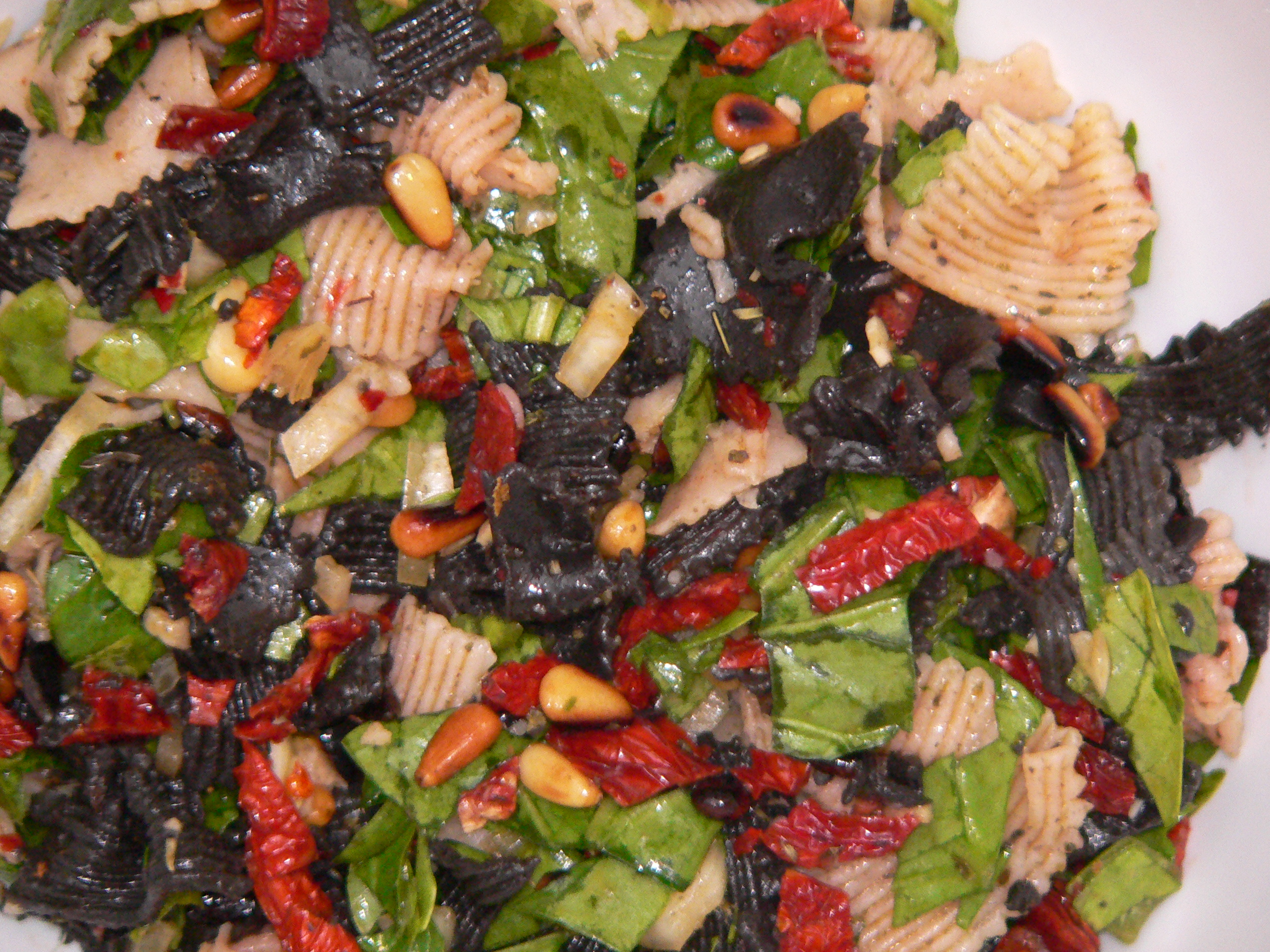
Sałatka z warzywami
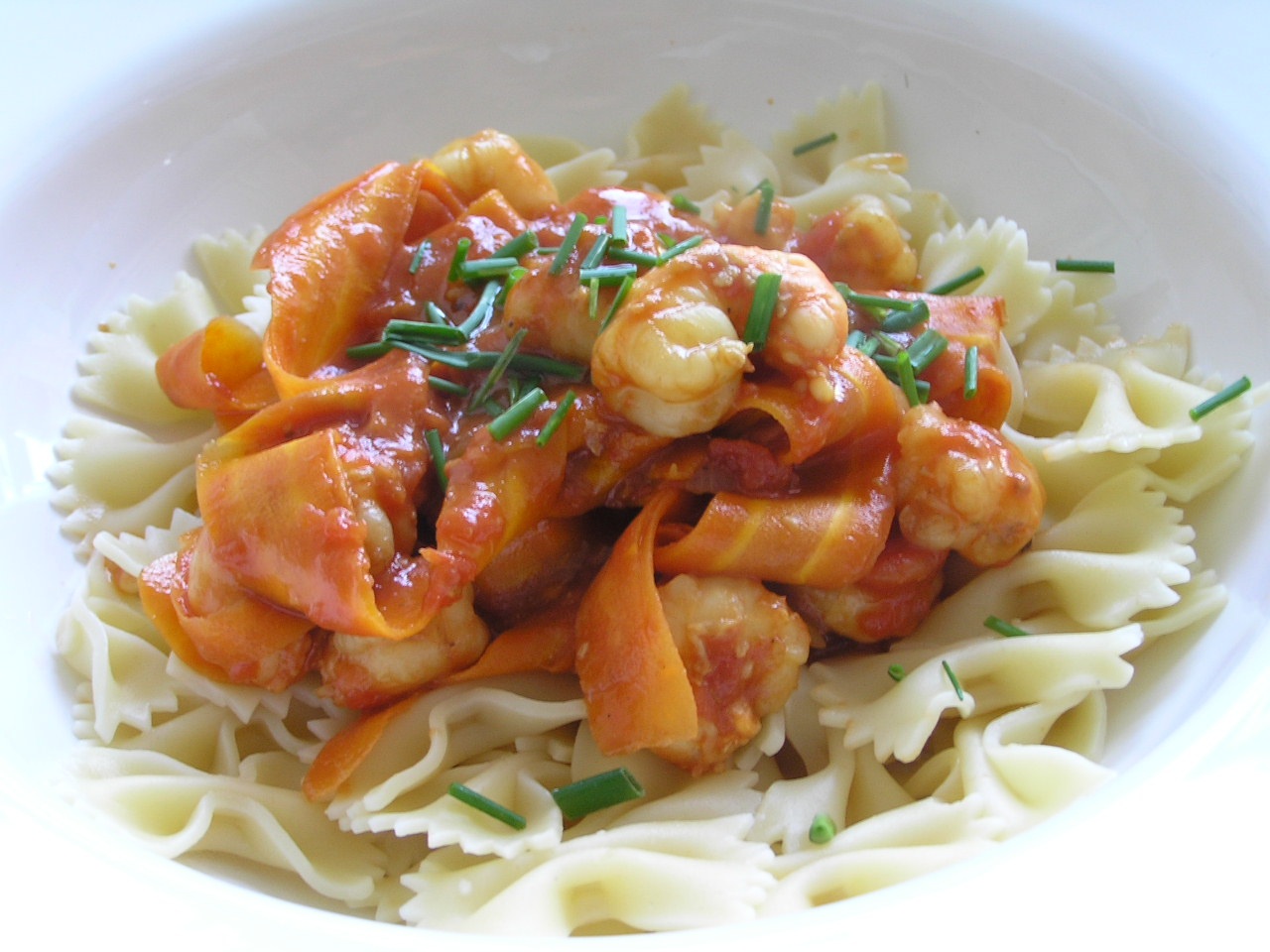
Farfalle z krewetkami